# Quản lý
Quản lý là việc quản trị của một tổ chức, cho dù đó là một doanh nghiệp, một tổ chức phi lợi nhuận hoặc cơ quan chính phủ. Quản lý bao gồm các hoạt động thiết lập chiến lược của một tổ chức và điều phối các nỗ lực của nhân viên (hoặc tình nguyện viên) để hoàn thành các mục tiêu của mình thông qua việc áp dụng các nguồn lực sẵn có, như tài chính, tự nhiên, công nghệ và nhân lực. Thuật ngữ "quản lý" cũng có thể chỉ những người quản lý một tổ chức.
Các nhà khoa học xã hội học nghiên cứu quản lý như một ngành học thuật, điều tra các lĩnh vực như tổ chức xã hội và lãnh đạo tổ chức. Một số người học quản lý tại các trường cao đẳng hoặc đại học. Các bằng cấp chính về quản lý bao gồm Cử nhân Thương mại (B.Com.) Cử nhân Quản trị kinh doanh (BBA.) Thạc sĩ Quản trị Kinh doanh (MBA.) Và, đối với khu vực công, Thạc sĩ Quản trị Công (MPA). Các cá nhân muốn trở thành chuyên gia quản lý hoặc chuyên gia, nhà nghiên cứu quản lý hoặc giáo sư có thể hoàn thành Tiến sĩ Quản lý (DM), Tiến sĩ Quản trị Kinh doanh (DBA) hoặc Tiến sĩ Quản trị Kinh doanh hoặc Quản lý.
Các tổ chức lớn hơn thường có ba cấp quản lý, thường được tổ chức theo một cấu trúc phân cấp, kim tự tháp:
- Quản lý cấp cao, chẳng hạn như thành viên Hội đồng quản trị và Giám đốc điều hành (CEO) hoặc Chủ tịch của một tổ chức. Họ đặt ra các mục tiêu chiến lược của tổ chức và đưa ra quyết định về cách thức tổ chức tổng thể sẽ hoạt động. Các nhà quản lý cấp cao thường là các chuyên gia cấp điều hành và đưa ra định hướng cho quản lý cấp trung, những người trực tiếp hoặc gián tiếp báo cáo với họ.
- Quản lý cấp trung, các ví dụ trong số này sẽ bao gồm các nhà quản lý chi nhánh, quản lý khu vực, quản lý bộ phận và quản lý bộ phận, những người cung cấp phương hướng cho các nhà quản lý tuyến đầu. Các nhà quản lý cấp trung truyền đạt các mục tiêu chiến lược của quản lý cấp cao tới các nhà quản lý tiền tuyến.
- Quản lý thấp hơn, chẳng hạn như giám sát viên và trưởng nhóm tiền tuyến, giám sát công việc của nhân viên thường xuyên (hoặc tình nguyện viên, trong một số tổ chức tình nguyện) và đưa ra định hướng về công việc của họ.

Trong các tổ chức nhỏ hơn, một người quản lý cá nhân có thể có phạm vi rộng hơn nhiều. Một người quản lý có thể thực hiện một số vai trò hoặc thậm chí tất cả các vai trò thường được thấy trong một tổ chức lớn.

## Các đề tài về quản lý
Quản lý trong kinh doanh hay quản lý trong các tổ chức nhân sự nói chung là hành động đưa các cá nhân trong tổ chức làm việc cùng nhau để thực hiện, hoàn thành mục tiêu chung. Công việc quản lý bao gồm 5 nhiệm vụ (theo Henry Fayol): xây dựng kế hoạch, tổ chức, chỉ huy, phối hợp và kiểm soát. Trong đó, các nguồn lực có thể được sử dụng và để quản lý là nhân lực, tài chính, công nghệ và thiên nhiên.
Quản lý nói chung hay quản lý doanh nghiệp nói riêng bao gồm những đề tài chính sau:

### Chức năng cơ bản của quản lý
- Hoạch định: xác định mục tiêu, quyết định những công việc cần làm trong tương lai (ngày mai, tuần tới, tháng tới, năm sau, trong 5 năm sau...) lên các kế hoạch hành động.
- Tổ chức: sử dụng một cách tối ưu các tài nguyên được yêu cầu để thực hiện kế hoạch.
- Bố trí nhân lực: phân tích công việc, tuyển mộ phân công từng cá nhân cho từng công việc thích hợp.
- Lãnh đạo/Động viên: Giúp các nhân viên khác làm việc hiệu quả hơn để đạt được các kế hoạch (khiến các cá nhân sẵn lòng làm việc cho tổ chức).
- Kiểm soát: Giám sát, kiểm tra quá trình hoạt động theo kế hoạch (kế hoạch có thể sẽ được thay đổi phụ thuộc vào phản hồi của quá trình kiểm tra).

### Cơ cấu chính sách kinh doanh
- Nhiệm vụ (mission) kinh doanh là mục đích rõ ràng nhất của một doanh nghiệp.
- Tầm nhìn (vision) của việc kinh doanh phản ánh những nguyện vọng của doanh nghiệp cũng như chỉ rõ phương hướng phát triển và đích đến trong tương lai của doanh nghiệp đó.
- Mục tiêu (objectives) kinh doanh có quan hệ mật thiết với hệ quả của các hoạt động mà mỗi nhiệm vụ nhất định nhắm vào.
- Chính sách (policy) kinh doanh là một hướng dẫn bao gồm những quy định, mục tiêu cùng những điều lệ có thể được dùng trong việc ra quyết định của những nhà quản lý. Chính sách cần phải dễ điều chỉnh để phù hợp với tình hình thực tiễn đồng thời phải dễ truyền đạt và dễ hiểu đối với công nhân viên.
- Chiến lược (strategy) kinh doanh của doanh nghiệp liên hệ chặt chẽ với sự kết hợp hài hòa giữa phương hướng hoạt động trong tương lai, cũng như là các nguồn lực sẽ được sử dụng, để xác định được tầm nhìn của việc kinh doanh và các mục tiêu dài hạn của doanh nghiệp. Đó là một hướng dẫn tới những nhà quản lý, quy định họ nên cấp phát và sử dụng các yếu tố sản xuất như thế nào để tạo nên lợi thế trong kinh doanh. Bước đầu, họ có thể giúp các nhà quản lý tìm ra loại hình kinh doanh phù hợp.

### Làm thế nào để thực hiện các chính sách và chiến lược kinh doanh?
- Tất cả các chính sách và chiến lược kinh doanh của doanh nghiệp phải được đưa ra bàn luận và thống nhất với các cấp quản lý và các bộ phận khác.
- Nhà quản lý phải hiểu thực hiện các chính sách và chiến lược ở đâu và như thế nào.
- Mỗi ban ngành đều phải có một kế hoạch hành động cụ thể.
- Các chính sách và chiến lược kinh doanh cần được xem xét và nghiên cứu lại một cách thường xuyên.
- Các kế hoạch đề phòng bất ngờ cần được nghiên cứu để có thể ứng phó kịp thời với những thay đổi của môi trường kinh doanh.
- Các nhà quản lý cấp cao của doanh nghiệp cần đánh giá quá trình hoạt động kinh doanh một cách thường xuyên.
- Để việc kinh doanh phát triển thuận lợi, môi trường kinh doanh tốt là một trong những yếu tố tối quan trọng.

### Phát triển các chính sách và chiến lược kinh doanh
- Nhiệm vụ, mục tiêu, ưu điểm, nhược điểm của các phòng ban cần được nghiên cứu cụ thể để xác định rõ vai trò của từng bộ phận trong việc hoàn thành nhiệm vụ chung của doanh nghiệp.
- Phương pháp dự báo phác thảo được một bức tranh xác thực về môi trượng kinh doanh trong tương lai.
- Một bộ phận kế hoạch cần được thành lập để đảm bảo các kế hoạch đề ra là nhất quán và các chính sách, chiến lược kinh doanh đều nhắm tới chung một mục đích và nhiệm vụ của doanh nghiệp.
- Các kế hoạch đề phòng bất trắc cần được nghiên cứu kỹ lưỡng.

Để cho các chính sách riêng của từng phòng ban có thể được thực hiện, tất cả các chính sách chung của doanh nghiệp cần được đưa ra nghiên cứu và bàn bạc trước các cấp quản lý và các bộ phận chức năng trong công ty.

### Các chính sách và chiến lược trở nên phù hợp với kế hoạch kinh doanh ở điểm nào?
- Các chính sách và chiến lược của doanh nghiệp đưa ra cho các quản lý cấp trung và cấp thấp các ý tưởng, kế hoạch hành động cho từng phòng ban.
- Các chính sách và chiến lược này là một bộ khung cho các kế hoạch và các quyết định của doanh nghiệp.
- Các quản lý trung cấp và hạ cấp có thể đưa ra những kế hoạch làm việc riêng cho các phòng ban dựa trên chiến lược chung của doanh nghiệp.

## Các cấp quản lý và hệ thống thứ bậc
Việc quản lý trong các tổ chức, doanh nghiệp lớn thường được chia làm 3 bậc lớn:

### Quản lý cao cấp
- Yêu cầu một nguồn kiến thức rộng rãi về các vai trò và kỹ năng quản lý.
- Có nhận thức tốt về các yếu tố ngoại cảnh có thể ảnh hưởng đến việc kinh doanh của doanh nghiệp, đặc biệt là thị trường.
- Các quyết định của các nhà quản lý cao cấp thường mang tính dài hạn.
- Quyết định của các nhà quản lý cao cấp phải dựa trên các quá trình phân tích, chỉ đạo, các nghiên cứu liên quan tới nhận thức, hành vi, mức độ tham gia hoạt động kinh doanh của các nhân viên.
- Có trách nhiệm với các quyết định mang tính chiến lược.
- Có khả năng vạch ra các kế hoạch làm việc hiệu quả cho doanh nghiệp.
- Về mặt bản chất, nhà quản lý cao cấp chính là người điều hành cả doanh nghiệp.

### Quản lý trung cấp
- Nhà quản lý trung cấp cần có một nguồn kiến thức chuyên ngành về một số nhiệm vụ quản lý.
- Có trách nhiệm về việc thực hiện các quyết định của quản lý cấp cao.

### Quản lý hạ cấp
- Cấp quản lý này có nhiệm vụ đảm bảo các kế hoạch và quyết định cúa hai cấp quản lý cao hơn được thực hiện.
- Các quyết định của quản lý cấp này chỉ mang tính thời vụ (ngắn kỳ).

## Vai trò của nhà quản lý

### Vai trò giao tiếp, quan hệ
- Đối với bên ngoài là đại diện cho tập thể mà người đó quản lý.
- Đối với bên trong là lãnh đạo, liên kết mọi người để hoàn thành mục tiêu chung

### Vai trò thông tin
- Thu thập thông tin từ cấp dưới
- Phổ biến thông tin từ cấp trên
- Cung cấp thông tin cho bên ngoài

### Vai trò quyết định
Đây là vai trò quan trọng nhất của người quản lý. Nhà quản lý là người có quyền quyết định và chịu trách nhiệm về những quyết định của mình.

## Kỹ năng của nhà quản lý
Nhà quản lý nói chung cần phải có các kỹ năng sau:
1. Kỹ năng kỹ thuật, chuyên môn: khả năng thực hiện một công việc cụ thể
2. Kỹ năng tư duy, nhận thức: khả năng nắm bắt, nhận thức thông tin, cơ hội, nguy cơ
3. Kỹ năng nhân sự: khả năng giao tiếp, lãnh đạo, động viên...

Tùy vào nhà quản lý đang ở vị trí nào mà yêu cầu đối với các kỹ năng đó có thể khác nhau.

## Phẩm chất cần có của nhà quản lý
- Có khả năng giao tiếp tốt với mọi người.
- Có khả năng ra quyết định một cách nhanh chóng.
- Có tính logic, phân tích và lập luận một cách chặt chẽ.
- Có khả năng động viên và lãnh đạo mọi người.
- Có thể làm việc hiệu quả, nhanh chóng và không rời khỏi khi công việc chưa hoàn thành.
- Có khả năng thuyết phục mọi người làm việc.
- Có khả năng ra những mệnh lệnh.
- Có một khả năng về chuyên môn nhất định.

## Các lĩnh vực quản lý
- Quản lý hành chính
- Quản lý hiệp hội
- Quản lý thay đổi
- Quản lý thông tin
- Quản lý yếu tố ràng buộc
- Quản lý chi phí
- Quản lý khủng hoảng
- Quản lý quan hệ khách hàng
- Quản lý thu nhập
- Quản lý xí nghiệp
- Quản lý trang thiết bị
- Quản lý tương tác với con người
- Quản lý quá trình tích hợp
- Quản lý tri thức
- Quản lý bất động sản
- Quản lý hậu cần
- Quản lý tiếp thị
- Quản lý kinh doanh
- Quản lý hoạt động
- Quản lý nhân sự
- Quản lý chương trình
- Quản lý dự án
- Quản lý quy trình
- Quản lý sản phẩm
- Quản lý chất lượng
- Quản lý tài nguyên
- Quản lý rủi ro
- Quản lý kĩ năng
- Quản lý chi tiêu
- Quản lý stress
- Quản lý đầu vào
- Quản lý hệ thống
- Quản lý nhân tài
- Quản lý nghệ sĩ
- Quản lý thời gian
- Quản lý thể thao
- Quản lý giáo dục